# Нива (Нижньогородська область)
Нива (рос. Нива) — селище в Лисковському районі Нижньогородської області Російської Федерації.
Населення становить 1284 особи. Входить до складу муніципального утворення Кисловська сільрада.

## Історія
Від 2009 року входить до складу муніципального утворення Кисловська сільрада.

## Населення
| 2002 | 2010  |
| ---- | ----- |
| 1382 | ↘1284 |